# ヘンリー・ルーミス
ヘンリー・ルーミス（Henry Loomis, 1839年3月4日 - 1920年8月28日）は、米国長老教会からの来日宣教師である。

## 生涯
ルーミスは1839年にニューヨーク州バーリントン (ニューヨーク州)の農家に生まれた。1859年にクリントンにあるハミルトン大学に入学した。ハミルトンでの学生生活の途中で南北戦争が始まると、義勇兵として北軍に志願する。戦闘で頭部に負傷を負いながらも、ポトマックの戦いで戦功を納める。ニューヨーク146連隊で陸軍大尉に任官するが、終戦と共に1865年に除隊する。後にハミルトン大学に戻り1866年に卒業する。
その後、オーバン神学校に入学する。神学校在学中から、東洋伝道に関心があり、中国に宣教師として派遣を志願していた。1869年にオーバン神学校を卒業して、米国長老伝道局に奉職した。その後、ニューヨーク州の教会に初代牧師として赴任した。1872年3月に、アメリカ最古の超党派的な外国伝道組織アメリカン・ボード初の宣教師D・C・グリーンの妹ジェーンと結婚してから、米国長老教会派遣の6番目の来日宣教師として1872年5月24日に横浜に上陸した。
ルーミスは日本初の長老派教会である横浜第一長老教会（現在・日本基督教団横浜指路教会）の仮牧師に就任する。1875年（明治8年）頃から南北戦争で受けた頭部負傷の後遺症で頭痛に悩まされる。横浜の医師はルーミスに休養を命じた。
1876年（明治9年）1月4日に築地で行われた在日ミッションの特別会議に参加する。しかし、持病の頭痛に悩まされて、1876年4月26日に横浜を離れた。
帰国後、カリフォルニア州サンフランシスコの近くで静養した。健康を回復すると、アメリカ聖書協会日本支局の責任者として、1881年（明治14年）に再来日する。横浜山手に住んで、聖書協会に通って、1920年（大正9年）に長野県軽井沢町で死去するまで40年近く日本で働いた。
長年の聖書協会での働きが評価されて、1915年（大正4年）にハミルトン大学より名誉神学博士号を受けた。
6人の子があり、長女のクララは横浜共立学園の校長を35年間務めて帰国したのち、再来日して京都の大学でも教鞭を取った。